# Tie Your Mother Down
Tie Your Mother Down je píseň britské rockové skupiny Queen, jejímž autorem je kytarista skupiny Brian May. Původně vyšla v prosinci roku 1976 na desce „A Day at the Races“. V březnu 1977 vyšla píseň i jako singl na jehož B straně se nacházela píseň „You and I“ (v USA, Kanadě, Japonsku, Austrálii a na Novém Zélandu to byla píseň „Drowse“) a umístila se na 31. příčce v hitparádě UK Singles Chart. V roce 1998 byla žebříčkem UK Singles Chart opět hodnocena a tentokrát si udělala své místo na 13. příčce.

## Historie
Brian May začal psát píseň na Tenerife, zatímco on pracoval pro získání titulu Ph.D. jako astrofyzik. Základní riff písně složil na španělskou kytaru a jednoho rána se probudil a začal melodii hrát, zatímco zpíval „Tie Your Mother Down“, název, který původně považoval za vtip. Zpěvák Freddie Mercury ho ale podpořil a na písni začala pracovat celá kapela Queen pro své tehdy připravované album A Day at the Races.
Queen se roku 1981 rozhodli píseň zařadit do kompilačního alba „Greatest Hits“. Roku 1997 se píseň objevila na další oficiální kompilaci „Queen Rocks“.
Pro rádio BBC Brian May uvedl, že klíčovou inspirací pro vytvoření riffu této písně byla Tasteho píseň „Morning Sun“ z jeho alba „On the Boards“ (1970).

## Názory členů Queen
| „                 | Tohle je vlastně skladba napsaná Brianem, nevím proč. Možná byl v jedné ze svých zlých nálad. Myslím, že se mě snaží napodobit jako jsem to udělal v písni „Death on Two Legs“. Ale líbí se mi ten riff. | “ |
| — Freddie Mercury | |   |

| „           | Řeknu vám pravdu, vím, co se stalo. Někdy vám hlavou proletí riff písně a jen k tomu napíšete pár slov a pak ani nemyslíte na to, co znamenají. Teď si vzpomínám na to jak jsem přemýšlel nad názvem, ale všichni řekli: „No, vlastně to zní dobře“ a tak jsme to nějak textově postavili. | “ |
| — Brian May | |   |

## Umístění v žebříčcích
| Země           | Žebříček               | Rok  | Pozice |
| -------------- | ---------------------- | ---- | ------ |
| Rakousko       | Austrian Singles Chart | 1977 | 47     |
| Kanada         | Canada RPM Chart       | 1977 | 68     |
| Nizozemsko     | Dutch Top 40           | 1977 | 10     |
| Nizozemsko     | Dutch Top 40           | 1998 | 33     |
| Velká Británie | UK Singles Chart       | 1977 | 31     |
| Velká Británie | UK Singles Chart       | 1998 | 13     |
| USA            | Billboard Hot 100      | 1977 | 47     |
| Německo        | German Singles Chart   | 1998 | 75     |

## Živá vystoupení
- Live Killers (1979)
- We Will Rock You/Queen Rock Montreal (1981)
- Queen on Fire - Live at the Bowl (1982)
- Live at Wembley '86/Live at Wembley Stadium (1986)
- Live Magic (1986)
- The Freddie Mercury Tribute Concert (1992)
- Live at the Brixton Academy (1993)
- Return of the Champions (2005)
- Super Live in Japan (2005)
- Live in Ukraine (2008)

## Obsazení nástrojů
- Brian May – elektrická kytara (Red Special), doprovodné vokály
- Freddie Mercury – hlavní zpěv
- Roger Taylor – bicí, doprovodné vokály
- John Deacon – basová kytara